# Charles Mills Drury
Charles Mills Drury (7 mai 1912-12 janvier 1991) est un avocat, fonctionnaire, homme d'affaires, militaire et ancien député et ministre fédéral du Québec.

## Biographie
Né à Westmount, M. Drury effectue ses études au Collège militaire royal (GRC) basé à Kingston en Ontario. Il étudia aussi à l'Université McGill et à l'Université de Paris.
Durant la Seconde Guerre mondiale, il occupe plusieurs rangs dont celui de Brigadier-générale. Après la Guerre, Drury fut engagé par les Nations unies dans un programme de réhabilitation des territoires qui avaient été sous le contrôle des puissances de l'Axe.
Après un passage du côté de l'entreprise privée, il est élu député libéral dans la circonscription de Saint-Antoine—Westmount lors des élections de 1962. Il sera réélu en 1963 et 1965, ainsi qu'en 1968, 1972 et en 1974 dans Westmount.
Il occupe de nombreux postes de ministre dans les cabinets de Lester B. Pearson et de Pierre E. Trudeau, dont ceux des Finances, des Travaux publics, de la Défense nationale, de la Production de défense, de l'Industrie, du Commerce, président du Conseil du Trésor et ministre d'État aux Sciences et aux Technologies.
Lorsqu'il quitte la scène politique, il devient président de la Commission de la capitale nationale (1978-1984). Il sera décoré de l'Ordre du Canada en 1980.